# Ture Sventon i guldgrävarens hus
Ture Sventon i guldgrävarens hus är ett radiomanuskript från 1952 av Åke Holmberg. Återutgiven 2014 av Tragus förlag. Boken är ett kort manuskript om detektiven Ture Sventon.

## Handling
Fru Persson hemsöks av spöket av sin bortgångne man, guldgrävaren Persson. Ture Sventon kallas in, och precis enligt hans misstankar, lurar Villhelm Vessla i guldgrävarens hus.